# 2-Hexanol
Le 2-hexanol ou hexan-2-ol est un alcool de formule C6H13OH. C'est un alcool secondaire à six atomes de carbone dans lequel le groupe OH est situé sur le deuxième atome de carbone. C'est un isomère des autres hexanols. Le 2-hexanol a un centre chiral et peut être résolu en deux énantiomères différents. C'est un métabolite connu de l'hexane dans le corps humain.